# Romain Santi
Romain Santi (né en 1987) est un joueur français de Scrabble. Il a été plusieurs fois champion du monde individuel en catégorie junior comme en catégorie senior. Il est licencié au club de Braine-l'Alleud, en Belgique.    

## Biographie
Romain Santi, comme tous les joueurs de Scrabble francophone, n'est pas professionnel de Scrabble, il exerce le métier de professeur d'histoire à l'institut de la Sainte-Union de Dour.
Son palmarès comprend plusieurs championnats du monde, dès 2010 dans la catégorie junior et jusqu'à 2021 dans la catégorie senior.
Il a commencé le Scrabble en 1995 au club de Clouange, et a débuté en compétition lors du championnat de Lorraine catégorie poussins. Il est passé 1re série en 2003 au club de Nancy.
Il a également fait des podiums dans d'importants tournois tels que le Festival d'Aix-les-Bains de Scrabble francophone où il termine premier en 2021, second en 2017 et 2018 et troisième en 2018 ; ou encore le Festival de Belgique en 2019. Il a remporté de nombreux championnats de France, en catégorie jeune en 1999, 2000, 2001, 2002 et 2005, en catégorie espoir en 2007 et en catégorie senior en 2019.
Il a aussi remporté le Grand Chelem international, qui regroupe plusieurs tournois francophones au Québec, en France, en Belgique et en Suisse, en 2015-2016, 2017-2018 et 2019-2022.

## Palmarès

### Scrabble
- Classé 2e joueur francophone en juillet 2022, sur 16816 joueurs[5],[6]:

#### Championnat du monde Duplicate
- Champion (2021)[3],[7]
  - Champion Espoir (2010)[2]
  - Champion junior (2003)

#### Championnat du monde Blitz
- Vice-champion  en blitz (2006, 2010)
  - Champion Blitz junior (2003)
  - Champion Blitz cadet (2001)

#### Championnat du monde par paire
- Champion par Paires junior (2000 avec Arnaud Conty, 2005 avec Hugo Delafontaine)

#### Championnat de France Blitz
- Champion en blitz (2021)

#### Festival d'Aix-les-Bains
- Champion (2021)
- Vice-champion (2017, 2019)
- Troisième (2018)

#### Festival de Belgique
- Champion (2019)

### Autres
- Trophée d'or en 2001 dans la catégorie des cadets aux Dicos d'or[8].